# Schefflera atrifoliata
Schefflera atrifoliata là một loài thực vật có hoa trong Họ Cuồng cuồng. Loài này được R.H.Miao miêu tả khoa học đầu tiên năm 1993.